# Okręg wyborczy Saffron Walden
Okręg wyborczy Saffron Walden – zniesiony w 2023 roku okręg wyborczy, który powstał w 1885 r. i wysyłał do brytyjskiej Izby Gmin jednego deputowanego. Okręg obejmował miasto Saffron Walden w północno-zachodniej części hrabstwa Essex. Większość jego obszaru weszła w skład nowo utworzonego okręgu wyborczego North West Essex.

## Deputowani do brytyjskiej Izby Gmin z okręgu Saffron Walden
- 1885–1895: Herbert Gardner, Partia Liberalna
- 1895–1900: Charles Gold
- 1900–1901: Armine Wodehouse, Partia Liberalna
- 1901–1910: Joseph Pease, Partia Liberalna
- 1910–1910: Douglas Proby
- 1910–1922: Cecil Beck, Partia Liberalna
- 1922–1929: William Foot Mitchell, Partia Konserwatywna
- 1929–1965: Rab Butler, Partia Konserwatywna
- 1965–1977: Peter Michael Kirk, Partia Konserwatywna
- 1977–2017: Alan Haselhurst, Partia Konserwatywna
- 2017-2024: Kemi Badenoch, Partia Konserwatywna